# José Villanueva
José Luis Villanueva (19. marts 1913 i Manila – 1983) var en filippinsk bokser som deltog i de olympiske lege 1932 i Los Angeles.
Villanueva vandt en bronzemedalje i boksning under OL 1932 i Los Angeles. Han kom på tredjeplads i vægtklassen, bantamvægt. I semifinalen tabte han til canadiske Horace Gwynne, som senere vandt finalen mod Hans Ziglarski fra Tyskland. Villanueva vandt bronzefinalen mod en amerikansk bokser. Der var ti boksere fra ti lande som stillede op i vægtklassen som blev afviklet fra den 9. til 13. august 1932.
Hans søn Anthony Villanueva vandt en sølvmedalje i boksning under OL 1964 i Tokyo.